# ボシュコ・バラバン
ボシュコ・バラバン（Boško Balaban, 1978年10月15日- ）は、ユーゴスラビア（現クロアチア）・リエカ出身のサッカー選手。元クロアチア代表。ポジションはフォワード。

## クラブ経歴

### 初期
リエカに生まれたバラバンは、地元のHNKリエカでキャリアを始め、1995年から2000年までの間で97試合21得点を記録。特に1999-2000シーズンでは、チーム内最多の15得点を挙げる活躍を見せた結果、同リーグの強豪NKディナモ・ザグレブから注目を集めた。翌シーズンにディナモと契約後も変わらず得点を量産し、再びチーム内最多の14得点（25試合）を挙げた。翌2001-02シーズンはディナモで2試合出場後、2001年8月に週給1万5000ポンド、移籍金580万ポンドでアストン・ヴィラFCと5年契約を締結した。

### アストン・ヴィラ
着実にステップアップしていたかに思われたが、在籍2年半で僅か8試合（うち先発2）無得点と居場所を見つけられず散々な結果に終わった。2002-03シーズンは古巣のディナモ・ザグレブに期限付き移籍で復帰 すると、24試合15得点を記録し好調さを見せていたが、2003年12月にアストン・ヴィラから契約解除が言い渡された。
2007年7月4日にタイムズ紙が選定するプレミアリーグでプレーした50人の最悪な選手の1人に選出された。

### クラブ・ブルッヘ
2004年1月20日に自由移籍でクラブ・ブルッヘと契約した バラバンは、アストン・ヴィラ時代とはうってかわり定期的に得点していき、1試合で4得点挙げる活躍を見せたことでファンから"Super Bosko"の愛称で親しまれ、素晴らしい時間を過ごしていた。しかし、2006-07シーズン終了後にクラブが同シーズンの得点王に輝いたフランソワ・ステルシュル（en）と契約したため、バラバンは古巣のディナモ・ザグレブへと戻っていった。

### キャリア晩年
3度目のディナモ・ザグレブ、ギリシャ1部のパニオニオスGSSを経て、2012年2月にマレーシア1部のセランゴールFAと契約を締結 し、14日のケランタンFA戦で初出場を飾ると決勝点を挙げた。以降20試合12得点を記録し、AFCカップ2013出場権獲得に貢献したが、双方合意により契約延長することなく退団となった。

## 代表経歴
U-21代表を経て、2000年8月16日のスロバキア戦（1-1）でA代表初出場及び初得点を記録。2002 FIFAワールドカップ・ヨーロッパ予選では全試合に出場し、ラトビア戦（4-1勝利）でのハットトリックを含み5得点を挙げ、予選突破に貢献。2002 FIFAワールドカップの一員に選出されるも、グループリーグの全3試合をベンチで過ごした。
2003年2月から2004年8月までの間に招集されなかったことでUEFA EURO 2004予選に1試合も出場することなく、当然のことながらUEFA EURO 2004の一員から漏れた。その後、2004年9月2日に2006 FIFAワールドカップ・ヨーロッパ予選のブルガリア戦で久しぶりに復帰し、以降同予選に4試合出場。また、2005年9月3日のアイスランド戦で2得点を挙げるなど活躍を見せた。2006 FIFAワールドカップの一員に選出されるも、全体会同様にグループリーグの全3試合をベンチで過ごした。
2006年9月初旬の深夜にザグレブのクラブで遊んでいたところを発見されたことでスラベン・ビリッチ監督の怒りを買い、同僚のイヴィツァ・オリッチ、ダリヨ・スルナと共にロシアとのUEFA EURO 2008予選初戦に向けた一員から外された。しかし、1ヶ月後に同予選の第2試合アンドラ戦（7-0勝利）で処分された3人の中で唯一バラバンだけが招集された。試合は4得点と活躍したムラデン・ペトリッチに変わり途中出場すると、20秒足らずで得点を挙げ、代表史上最大差勝利タイ記録に貢献した。

## 代表歴

### 出場大会
- クロアチア代表
  - 2002 FIFAワールドカップ
  - 2006 FIFAワールドカップ

### 試合数
- 国際Aマッチ 35試合 10得点（2000年-2007年）[11]

| クロアチア代表 | 国際Aマッチ | 国際Aマッチ |
| 年             | 出場        | 得点        |
| -------------- | ----------- | ----------- |
| 2000           | 3           | 1           |
| 2001           | 9           | 5           |
| 2002           | 2           | 0           |
| 2003           | 1           | 0           |
| 2004           | 3           | 0           |
| 2005           | 6           | 2           |
| 2006           | 6           | 2           |
| 2007           | 5           | 0           |
| 通算           | 35          | 10          |

## タイトル
クラブ
NKディナモ・ザグレブ
- プルヴァHNL : 2002-03, 2006-07, 2007-08, 2008-09
- フルヴァツキ・ノゴメトニ・クプ : 2000-01, 2006-07, 2007-08, 2008-09

クラブ・ブルッヘ
- ジュピラーリーグ : 2004-05
- ベルギーカップ : 2003-04, 2006-07
- ベルギー・スーパーカップ : 2004, 2005

個人
- Sportske Novosti紙選定プルヴァHNL年間最優秀選手賞 : 2001